# 比志島義輝

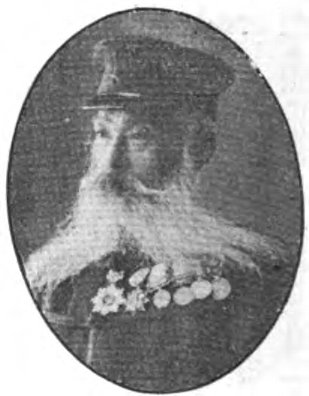
比志島義輝

比志島義輝（日语：／ Hishijima Yoshiteru，1847年10月11日—1927年3月14日）為日本陸軍軍人，其最終階級為陸軍中將。曾為日本體育會體操學校（之後的日本體育大學）代表。

## 生平
比志島義輝出生於日本弘化四年九月初三（1847年10月11日），鹿兒島縣出身。
1885年（明治18年）7月，就任參謀本部第1局第1課長。1886年（明治19年）5月，轉任步兵第19連隊長，後於1887年（明治20年）11月升為步兵大佐。1889年（明治22年）9月，成為步兵第1連隊長，1892年（明治25年）9月，異動為第4師團參謀長，不過在同年11月就休職了。
乙未戰爭末期，於1895年（明治28年）1月27日復職為後備步兵第1連隊長，同月31日因臺灣混成支隊司令官下令而向臺灣出兵，並在澎湖之役中攻陷澎湖廳城、佔領澎湖群島。同年8月，階級升為陸軍少將並就任臺灣兵站監。
1896年（明治29年）3月，調為臺灣守備混成第3旅團長。1898年（明治31年）4月，任步兵第15旅團長，1901年（明治34年）2月18日，編入預備役。之後因日俄戰爭爆發，1904年（明治37年）4月受召並就任鴨綠江軍隷下的後備歩兵第9旅團長，參加了奉天會戰等戰役。1906年（明治39年）2月，軍方將他升為陸軍中將並解除對他的召集。1910年4月1日退役。